# Passandra heros
Passandra heros is een keversoort uit de familie Passandridae. De wetenschappelijke naam van de soort is voor het eerst geldig gepubliceerd in 1801 door Fabricius.